# Bathymyrus
Bathymyrus is een geslacht van straalvinnige vissen uit de familie van zeepalingen (Congridae). Het geslacht is voor het eerst wetenschappelijk beschreven in 1890 door Alcock.

## Soorten
- Bathymyrus echinorhynchus Alcock, 1889
- Bathymyrus simus Smith, 1965
- Bathymyrus smithi Castle, 1968